# Imperio Ágata
El Imperio Ágata es el lugar de donde provienen Dosflores y El Equipaje, uno de los protagonistas de las novelas El Color de la Magia y La luz fantástica. Es mencionado por primera vez en El Color de la Magia pero sin entrar a explorarlo más allá del lugar de donde proviene Dosflores. Aparece brevemente en Mort y es el escenario principal de Tiempos interesantes. Se encuentra situado en el Continente Contrapeso.
El Imperio Ágata es similar al Japón feudal o la China Imperial. El nombre es un juego de palabras con el término Imperio de Jade, en referencia a la antigua China. Está rodeado por un vasto muro (referencia a la Gran Muralla China). Los agateanos tienen la creencia de que cualquier persona de fuera del imperio debe ser un fantasma invisible vampiro (probablemente un juego de palabras con el vocablo cantonés Gwailo, Hombre fantasma). 
La corteza del Imperio Ágata se compone principalmente de oro, octiron y otros metales pesados. En Ankh-Morpork y sus alrededores, el Imperio se conoce como el lugar de donde viene el oro (en inglés se hace un juego de palabras llamándolo Aurient, una mezcla de Orient (Oriente) y aurum, oro en latín). Los tipos de cambio entre el dólar de Ankh-Morpork y la moneda del Imperio, el rhinu, nunca se ha establecido porque las monedas de oro macizo valen mucho menos en el Continente Contrapeso que en las llanuras Sto. Esto hace que cuando Dosflores visita Ankh-Morpork el autor nos describe en varias ocasiones que con lo que paga por pasar una noche en una posada, equivaldría al precio de construir una cadena de hoteles en la ciudad.
El Imperio fue fundado por el emperador Un Espejo de Sol hace miles de años y hasta hace relativamente poco tiempo fue gobernada por una serie de familias de la nobleza un tanto psicótica (los Hong, el Sung, los Fang, los Tang y los McSweeney), en constante lucha y maniobrando para ser emperador. Consideraban que la política es similar al ajedrez; el objetivo era poner al oponente en una posición insostenible, y la mejor manera de hacerlo es tomar tantas piezas del adversario como sea posible. Y no importa si se sacrifican sus propios peones. 
Como en nuestro Japón feudal, el Emperador es visto como un dios, y podía hacer lo que quisiera. En vista de lo groseramente inventivo que un noble debe ser para llegar a este punto, no era una buena cosa. En El Color de la Magia y Mort el Emperador es un joven idealista. Pero en Tiempos interesantes ha sido sustituido por un hombre mayor bastante loco.
Durante Tiempos interesantes, Cohen el Bárbaro se declaró Emperador (Ghengis Cohen), y comenzó a cambiar el sistema a uno en el que en un bárbaro sensato pueda sentirse cómodo. Muchos campesinos lo consideran la preencarnación de Un Espejo de Sol (los Agateanos creen en una reencarnación en la que el alma hace un viaje hacia atrás en el tiempo). Desde los acontecimientos de El Último Héroe, se puede asumir que Cohen ya no es emperador. Los detalles de su sustituto se desconocen, aunque se da a entender que la mayoría de las funciones de gobierno ya habían sido asumidas por su Gran Visir Dosflores en el momento de su partida.
- Datos: Q3490968